# Periandrosz korinthoszi türannosz
Periandrosz (Kr. e. 7 – 6. század) ókori görög uralkodó, Korinthosz türannosza volt (Kr. e. 627–Kr. e. 585). Diogenész Laertiosz a hét bölcs között említi. Mi tizennyolc egymondatos szólását ismerjük.
Arisztotelész tájékoztatása szerint negyven éven át volt Korinthosz türannosza, amely tisztségben apját, Küpszeloszt követte. Legfontosabb tette a diolkosz nevezetű hajócsúszda megépítése volt, amely az Iszthmoszt szelte át, felbecsülhetetlen hasznot hajtva Korinthosz kereskedői számára. Irodalom utáni érdeklődését bizonyítja az is, hogy Arión az ő uralkodása alatt és bizonyára az ő egyetértésével-támogatásával adott új művészi formát Korinthoszban a dithürambosz-költészetnek. Ebben az időben vette fel a gazdag peloponnészoszi polisz Egyiptommal (Periandrosz utódját például Pszamméthikosznak hívták, utalva II. Pszammetik fáraó nevére).
Periandroszról számos, az idő előrehaladtával mind véresebbé váló negatív hagyomány is fennmaradt, amelyek történeti hitele kétséges, és nagy valószínűséggel a türannisz toposzokban gazdag ábrázolásának tudható be. Eszerint Periandrosz anyja bűnös vágyra lobbant fia iránt, akit egy trükkel elcsábított. A vérfertőzés leleplezését követően a türannosz megtébolyodott, és vérengző zsarnokká vált. Egy dühkitörése alkalmával állapotos feleségét is halálra rúgdalta a legenda szerint, majd az kihűlőfélben levő asszonnyal még egyszer kielégítette gerjedelmét. A feleség szelleme kísérteni kezdte Periandroszt, aki – miután azzal, hogy elmondta: Periandrosz „hideg kemencébe tett cipót”, megbizonyosodott a szellem és felesége azonosságáról – csak Korinthosz női lakossága ruháinak elégetésével tudta lecsillapítani az alvilágban fázó szellemet.